# Віртуальність
Віртуа́льність (від лат. virtus — тут: потенційний, можливий) — вигаданий, уявний об'єкт, суб'єкт, категорія, ставлення, дія тощо, не присутні в цей час у реальному світі, а створені лише грою уяви людської думки, або зімітовані за допомогою інших об'єктів.
Використовується в багатьох сферах сучасного життя, переважно стосовно симуляції чогось: віртуальні прилади, віртуальний хокей, віртуальне навчання, віртуальні служби знайомств (з таким же віртуальним спілкуванням і сексом) і навіть віртуальна держава; рідше стосовно можливості існування, стану: вірутальна частинка, віртуальні переміщення. Проте, термін віртуалізація — заміщення реального віртуальним, застосовується зазвичай до кіберпростору — реальності, що створється за допомогою комп'ютерів.

## Історія терміна
Термін «віртуальність» походить від латинського слова «virtus» і грецької та середньовічної філософії. Латинське слово за античності могло означати «мужність; енергія, сила; доблесть; відмінні якості; чеснота», всі позитивні якості, що могли бути притаманні чоловікові. Пізніше з нього виник прикметник «virtualis» — «спроможний, сильний, потенційний, можливий». Арістотель використовував грецькі слова «динаміс» (δύναμις, можливість, здатність) і «енергейя» (ενέργεια, діяльність, енергія), щоб показати як можливе завдяки певній діяльності переходить у дійсне. В середньовічній схоластиці «енергейя» перекладалося латиною як «actus», набувши значення «акт, процес роботи». Тома Аквінський за допомогою терміна «virtus» пояснював як вища божественна реальність сворює нижчу земну. В його розумінні обидві існують насправді, але вища завдяки силі, названій «virtus», здатна породжувати нижчу з тими якостями, яких не має сама. Як вважав Дунс Скот, Бог володіє здатністю «virtus» містити в собі всі можливі блага, які можуть бути втілені матеріально. Микола Кузанський використовував «virtus» на позначення сили, якою одна реальність (в тому числі божественна) діє на іншу.
На початку XX століття філософія та наука повернулися до активного використання слова «virtus» і виник термін «віртуальність». Нільс Бор ввів принцип доповнюваності, згідно якого для повного опису явищ квантової механіки необхідно застосовувати два взаємовиключних набори понять. Зокрема це стосувалося незареєстрованих, але які мають свій вплив, так званих віртуальних частинок.
Щодо комп'ютерів термін «віртуальність» вперше застосував Джерон Леньєр, виробник систем стереоскопічного зображення, у 1984 році, в значенні «світ, створений за допомогою комп'ютерних технологій для людини». Проте технології для створення такого світу були відомі задовго до того й називалися «штучна реальність», «комп'ютерна реальність». Виникли терміни «віртуальна пам'ять», «віртуальна машина», що інтерпретується як створення ілюзії для користувача, хоча в діяльності такої пам'ять або машини задіюються реальні потужності комп'ютера.
Дмитро Іванов зробив спробу соціологічного виявлення ознак віртуальної реальності в усіх сферах суспільства: «Віртуалізація […] це будь-яке заміщення реальності її симуляцією, образом — не обов'язково за допомогою комп'ютерної техніки, але обов'язково із застосуванням логіки віртуальної реальності…» Найчастіше об'єкти віртуальності (віртуального світу) мають властивості, що відповідні об'єктам реального світу, але можуть мати і властивості, що відрізняються від них (аж до протилежних). Наприклад, у віртуальності досить легко уявляти (сфантазувати) «антигравітацію» або «вічне життя», а також предмети з будь-якими властивостями і можливостями. Також у віртуальності можна порушувати і причинно-наслідкові зв'язки.